# Francesco Liverani
Francesco Liverani (Santa Sofia, 5 dicembre 1912 – Santa Sofia, 5 gennaio 1985) è stato un arbitro di calcio italiano.

## Biografia
Nato in provincia di Forlì e divenuto arbitro effettivo nel 1938 presso la locale sezione AIA, decide poi di trasferirsi a Torino per motivi di lavoro.
Debutta in serie A il 20 novembre 1949 in occasione della partita Atalanta-Roma, che sarebbe stata la prima di una lunga serie (169 gare nella massima divisione e 399 in totale tra serie A, serie B, serie C e in ambito internazionale). Nel suo palmarès si annoverano ben 4 derby di Roma e 1 Derby di Milano.
Nel 1955 viene elevato al livello di direttore di gara internazionale e con questa qualifica viene selezionato in vista del torneo calcistico all'Olimpiade di Roma 1960 dove dirige il match Danimarca-Argentina e svolge le funzioni di guardalinee nella finalissima di Roma, arbitrata da Concetto Lo Bello, tra i danesi e la Jugoslavia. Nel 1956 si aggiudica l'ambitissimo Premio Giovanni Mauro.
Termina l'attività in ambito nazionale e internazionale alla fine della stagione 1959-1960, dopo l'esperienza olimpica.
Alla sua memoria, la Sezione AIA di Forlì ha istituito nel 1985 l'annuale premio "Francesco Liverani" destinato al direttore di gara internazionale meglio distintosi nella stagione sportiva.